# Předoperační vyšetření
Předoperační vyšetření se provádí před plánovanými i akutními operačními zákroky. Cílem je zhodnocení zdravotního stavu nemocného, jeho způsobilosti k operačnímu výkonu, posouzení stupně operačního rizika a navržení léčebně diagnostického postupu k optimalizaci orgánových funkcí a navržení optimálního operačního a anesteziologického postupu. Provádí ho praktický lékař pro dospělé, praktický lékař pro děti a dorost nebo internista. Lze doplnit o vyšetření specialistou.

## Struktura vyšetření

### Rozhovor s pacientem-anamnéza
- Informace o právě probíhajících onemocněních, jejich projevech a podrobná historie pacientových chorob
- Choroby blízkých příbuzných
- Užívané léky (zejména léky na ředění krve, hormonální antikoncepce, diuretika), doplňky stravy
- Alergie
- Abusus: kouření, alkohol, drogy
- Cestování, pracovní prostředí, sociální zabezpečení

### Fyzikální vyšetření + EKG
Komplexní vyšetření celého těla s důrazem na srdce a plíce, změření tlaku, výpočet BMI, natočení EKG.

### Laboratorní vyšetření
- Menší výkony: krevní obraz (počty buněk, parametry erytrocytu, hemoglobin, hematokrit), moč (biochemie + sediment), glykémie, urea, kreatinin
- Větší výkony: jako u menšího výkonu + RTG hrudníku, sodík, draslík, koagulační časy (aPTT, Quick), krevní skupina ABO
- Přídatná vyšetření: srdce (echokardiografie, srdeční ergometrie), játra (ALT, AST, GMT, ALP, bilirubin), plíce (spirometrie, krevní plyny), malnutrice (albumin, vápník, diferenciál krevního obrazu), ledviny(acidobazická rovnováha, kultivace moči, glomerulární filtrace, fosfát), infekce (hepatitidy, HIV,...)[1]

## Faktory rizika komplikací operačního výkonu

### Fyzický stav pacienta
Nejpoužívanější je hodnocení ASA(American society of anesthesiologists), které provede vyšetřující lékař na základně anamnézy a vyšetření.
- ASA 1 – zdravý jedinec
- ASA 2 – jedinec s relativně nezávažným a kompenzovaným chronickým onemocněním
- ASA 3 – jedinec se závažným, ale kompenzovaným onemocněním
- ASA 4 – jedinec se závažným dekompenzovaným onemocněním (ohrožující ho na životě)
- ASA 5 – nemocný, u kterého neočekáváme přežití bez operačního výkonu